# Tömür Dawamät
Tömür Dawamät (ujgursky تۆمۈر داۋامەت‎, čínsky pchin-jinem Tiěmù'ěr Dáwǎmǎití, znaky zjednodušené 铁木尔·达瓦买提; 16. června 1927 — 19. prosince 2018) byl čínský politik ujgurské národnosti, místopředseda stálého výboru Všečínského shromáždění lidových zástupců (parlamentu, 1993–2003), předtím předseda vlády Sin-ťiangu (1985–1993) a předseda stálého výboru sinťiangského oblastního lidového shromáždění (1979–1985). V letech 1982–1997 byl členem ústředního výboru KS Číny. Od počátku 50. let působil v místní samosprávě a místních stranických orgánech v Sin-ťiangu, od roku 1964 byl místopředsedou sinťinagské vlády. Během kulturní revoluce byl odvolán z funkcí, po roce 1974 se do sinťiangské vlády vrátil a od konce 70. let patřil k vůdčím sinťiangským politikům.

## Život
Tömür Dawamät se narodil 16. června 1927 v okrese Toksun v centrální části Sin-ťiangu, byl ujgurské národnosti. Roku 1950 byl zvolen starostou obce v okresu Toksun, později povýšil na zástupce vedoucího okresního úřadu. Roku 1952 vstoupil do Komunistické strany Číny. V letech 1955–1957 studoval politologii v Ústředním ústavu pro národnosti v Pekingu. Po návratu byl jmenován tajemníkem a později prvním tajemníkem toksunského okresního výboru KS Číny, stal se prvním Ujgurem ve funkci okresního tajemníka. V roce 1964 byl jmenován místopředsedou lidového výboru (tedy vlády) Ujgurské autonomní oblasti Sin-ťiang.
Během kulturní revoluce roku 1968 přešel na místo místopředsedy sinťiangského revolučního výboru, ale téhož roku byl odvolán z funkcí. Do politiky se vrátil v polovině 70. let, od roku 1974 vedl v revolučním výboru Sin-ťiangu resorty vzdělávání a pak zemědělství. Od roku 1978 byl jedním z tajemníků sinťiangského oblastního výboru KS Číny a místopředsedou sinťiangského revolučního výboru, současně v letech 1979–1982 vykonával funkci místopředsedy státního výboru pro národnosti a v letech 1979–1975 předsedy stálého výboru sinťiangského oblastního lidového shromáždění. Na XII. sjezdu roku 1982 byl zvolen členem jejího ústředního výboru (znovuzvolen na sjezdech v letech 1987 a 1992, v ústředním výboru zůstal do roku 1997). Od roku 1985 byl předsedou vlády Sin-ťiangu a zástupcem tajemníka sinťiangského oblastního výboru KS Číny.
V lednu 1993 ho v čele sinťiangské vlády nahradil Ablät Abdurišit a v březnu téhož roku Tömür Dawamät převzal funkci místopředsedy stálého výboru Všečínského shromáždění lidových zástupců (parlamentu). Zástupcem tajemníka sinťiangského oblastního výboru KS Číny zůstal do roku 1996. V březnu 1998 byl do místopředsednické funkce v parlamentu zvolen na druhé funkční období, které trvalo do března 2003, kdy odešel na penzi.
Zemřel v Pekingu 19. prosince 2018.